# Артемов Микола Михайлович
Артемов Микола Михайлович (1908—2005) — радянський і російський фізіолог, фахівець з зоотоксинології і апітерапії, якого називають засновником наукової апітерапії, а також нижегородської школи зоотоксінології. Доктор біологічних наук (1969), почесний професор Нижегородського університету ім. Лобачевського, завідувач його кафедри фізіології та біохімії людини і тварин у 1943—1974 рр.
Закінчив кафедру фізіології тварин біологічного факультету МДУ (1931) за спеціальністю «Фізіологія харчування».
Поряд з самим М. М. Артемовим вагомий внесок у розвиток апітерапії зробили його учні Б. М. Орлов та В. М. Крилов.
Серед його учнів також відомий апітерапевт Ш. М. Омаров та багато інших.